# Heydon (Norfolk)
Pour les articles homonymes, voir Heydon.
Heydon est une paroisse civile et un village du Norfolk, en Angleterre.